# Dasychira bacchans
Dasychira bacchans är en fjärilsart som beskrevs av Karsch 1898. Dasychira bacchans ingår i släktet Dasychira och familjen tofsspinnare. Inga underarter finns listade i Catalogue of Life.